# Andanur, Holalkere
Andanur là một làng thuộc tehsil Holalkere, huyện Chitradurga, bang Karnataka, Ấn Độ.